# 信德民族主義
信德民族主義，是巴基斯坦信德族的一個運動，他們反對两個民族論，因為只考慮到宗教忽略民族與語言。
信德民族主義者要求於更大的文化，經濟和政治權利，建立一個獨立的信德國家。他們覺得他們在自己領土上受外來移民和旁遮普人威脅，另一個原因是水資源分配問題。
該運動巴基斯坦人民黨贏得了選舉後失去民心，因信德族已當選巴基斯坦政府和信德省政府最高職位。
雖有一些學生支持，但信德民族主義還没成為全信德省運動。